# Mamachine
Mamachine è il secondo album del disc jockey, produttore discografico, musicista e cantante norvegese Aleksander Vinter, il primo ed unico sotto lo pseudonimo di Vinter in Vegas. È stato pubblicato il 16 giugno 2011.

## Tracce
1. Vega – 1:12
2. Logos – 3:30
3. Nanoteck – 2:01
4. EOA – 2:35
5. Brainache – 3:46
6. Gave – 3:47
7. Milja – 2:28
8. Can t – 1:06
9. Reagen – 3:05
10. Kloser – 5:14
11. Mink – 2:28
12. Vargas – 4:44
13. Lux – 2:49
14. Vowov – 2:12
15. Oversee – 3:01
16. Projects – 3:08
17. Ending – 4:46